# Търновско евангелие
Търновското евангелие е среднобългарски ръкопис в библиотеката на Хърватската академия на науките и изкуствата (сигнатура III.a.30) в Загреб.
Частично запазена бележка в края му назовава цар Константин Асен, неговия син Михаил и българския патриарх Игнатий. Това отговаря на дата около 1273 г. Пак според същата бележка е преписано от презвитер (свещеник) Драгия по поръка на йеромонах Максим в „Царевград Търнов“ (оттам наименованието му).
Писано на смес от пергамент и хартия, то е най-старият хартиен славянски ръкопис. Съдържа 4-те евангелия, всяко от които започва с плетенична заставка и украсена заглавна буква.

## Издания
- Vajavec, M. Trnovsko tetrajevanđelije. – Starine, 20, 1888, 157 – 242